# Johann Adam Steinmetz
Johann Adam Steinmetz (24. září 1689 Groß-Kniegnitz – 10. července 1762 Prester) byl evangelický teolog a pedagog a představitel pietismu. (Jeho otec byl pastorem a příznivcem Philippa Jacoba Spenera.)
V letech 1720–1730 působil v Těšíně jako pastor a inspektor evangelické Ježíšovy školy, která pod jeho vedením dosáhla rozkvětu a roku 1725 se přestěhovala do nové budovy. Během svého pobytu v Těšíně Steinmetz ovlivnil tajné nekatolíky ze severní Moravy, kteří později v Ochranově obnovili Jednotu bratrskou. Pro své pietistické smýšlení byl z Těšína v květnu 1730 vykázán.
Od roku 1732 do své smrti působil v magdeburském knížectví, kde jako superintendent řídil církev a školství v zemi. V bývalém klášteře Berge vytvořil vynikající školu spojenou s výzkumným ústavem. Byl spojovacím článkem mezi kontinentálním a angloamerickým pietismem; korespondoval s Johnem Wesleyem, do němčiny přeložil díla Jonathana Edwardse a Philipa Doddridge. Steinmetz sám napsal řadu teologických spisů, převážně z oblasti praktické teologie; v letech 1737–1759 vydal osmdesát svazků časopisu Theologia pastoralis practica. Byl rovněž významným redaktorem zpravodajského časopisu Sammlung auserlesener Materien zum Bau des Reiches Gottes.